# Арнульф III (граф Фландрии)
Арну́льф III (фр. Arnoul III de Flandre; 1054, Бавинхоф — 22 февраля 1071 года, Кассель) — граф Фландрии и Эно с 1070 года.

## Биография
Родителями Арнульфа III были Бодуэн VI и Рихильда из Эно. После смерти умершего в 1070 году Бодуэна VI началась острая борьба за власть между опекуншей несовершеннолетних Арнульфа и его младшего брата Бодуэна Рихильдой и Робертом I Фризским. По мнению некоторых историков, промахи и жестокость матери Арнульфа III вызвали восстание дворянства. По мнению других историков, бунты были вызваны амбициями Роберта I Фризского. В итоге Роберт организовал восстание, благодаря которому он захватил Гент и объявил себя графом Фландрии.
Арнульф III и его мать обратились за помощью к королю Франции Филиппу I. Они также получили поддержку графа Херефорда Уильяма Фиц-Осберна, который привел армию из Нормандии. 22 февраля 1071 года у подножия горы Кассель состоялась битва, в результате которой Арнульф и Вильям погибли. Король Филипп вскоре примирился с Робертом I Фризским и признал его графом Фландрии, а Рихильда с Бодуэном укрепились в Эно, призвав на помощь императора Священной Римской империи.
Арнульф был похоронен в Сент-Омере.